# フォルケ・ベリイマン

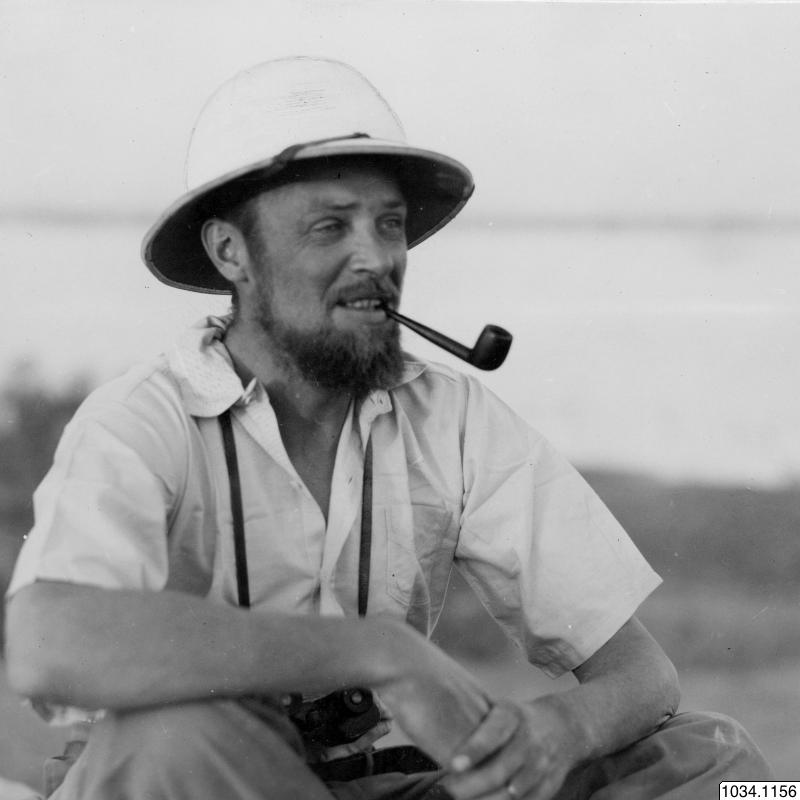
ハンス・フォルケ・ベリイマン（1933-35年頃））

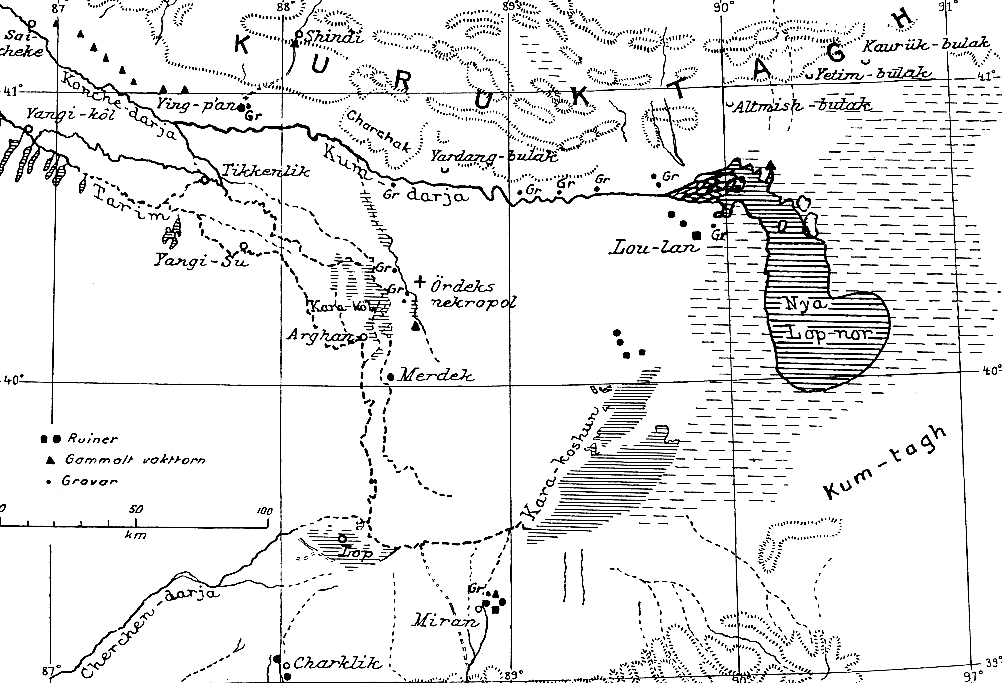
フォルケ・ベリイマンによるロプノール付近の地図（1936年）に、小河墓地（Ördeks nekropol）も見える。

フォルケ・ベリイマン（Hans Folke Bergman、1902年 -  1946年）は、スウェーデンの探検家・考古学者。

## 生涯
ハンス・フォルケ・ベリイマンは1902年に、スウェーデンのストックホルムのクララ教会区で生まれた。1924年から1926年にかけて、ヴィスビューのストラ・トルイェットの発掘に参加した。
1929年から1935年にかけて、彼はスヴェン・ヘディン（1865年～1952年）が率いる中国・スウェーデンの中国西北科学考査団の一員として参加した。彼は、1934年に中国のロプノールにある小河墓地の発見したことで最もよく知られている。
彼のもう一つの主要発見である漢代の木簡「居延漢簡」 (内モンゴル居延湖付近および甘粛省) は、日中戦争中の保存活動として、北平から香港、次に米国、そして最後に台湾に搬送されて、現在そこにある。
1946年、ストックホルムで亡くなり、同市の北方墓地に埋葬されている。

## 著作
- Folke Bergman: Archaeological Researches in Sinkiang. Especially in the Lop-Nor Region. (Reports from the Scientific Expedition to the Northwestern Provinces of China under the Leadership of Dr. Sven Hedin / Scientific Expedition to the North-Western Provinces of China: Publication 7). Thule, Stockholm 1939 (englisch; das grundlegende Werk über die damaligen archäologischen Funde in der Wüste Lop Nor mit wichtigem Kartenmaterial; dieses Werk wurde erst um das Jahr 2000 in die chinesische Sprache übersetzt und ist dann für die chinesische Archäologie in Xinjiang bedeutsam geworden).
- Sven Hedin und Folke Bergman: History of an Expedition in Asia 1927–1935. Reports: Publication 24 - 4 : Part II 1928 - 1933 Statens Etnografiska Museum, Stockholm 1943.
- Sven Hedin und Folke Bergman: History of an Expedition in Asia 1927–1935. Reports: Publication 25: Part III 1933-1935, Statens Etnografiska Museum, Stockholm 1944.

など